# Jack Lew
Jacob Joseph Lew (* 29. srpna 1955 New York) je americký právník a politik za Demokratickou stranu. V letech 2013–2017 působil jako ministr financí Spojených států ve vládě prezidenta Baracka Obamy. Mezi lety 2012–2013 vedl kancelář Bílého domu. Předtím v letech 2010–2012 a 1998–2001 působil ve vládách Baracka Obamy a Billa Clintona jako ředitel Úřadu pro správu a rozpočet.
Dne 5. září 2023 byl prezidentem J. Bidenem jmenován velvyslancem v Izraeli. Pověřovací listiny předal izraelskému prezidentovi Jicchaku Herzogovi 5. listopadu.